# Stratton (Kolorado)
Stratton – miasto w Stanach Zjednoczonych, w stanie Kolorado, w hrabstwie Kit Carson.